# Identitet över tid
Identitet över tid är en metafysisk frågeställning. ”Sunt förnuft” säger oss att ett objekt består i tiden. Det filosofiska problemet med identitet och tid kan beskrivas på följande sätt: om något verkligen förändras kan det inte vara samma sak som det var innan. Men om objektet verkligen förändras så är det inte längre samma objekt, och då har ingen förändring egentligen skett.
Filosofer har utvecklat flera rivaliserande teorier om hur man ska förklara detta problem, framförallt endurantism och perdurantism. Endurantismen menar att objekt i sin helhet existerar under varje given tidpunkt under sin tid, och att samma objekt existerar vid varje tillfälle. Perdurantismen menar däremot att objekt är fyrdimensionella entiteter som utgörs av en mängd tidsliga delar, på samma sätt som bildrutorna i en film.

## Förändringens problem
Irving Copi har definierat problemet med identitet över tid genom två påståenden som båda tycks vara sanna, men inkonsekventa:
1. Om en föränderlig sak verkligen förändras, kan det inte vara en och samma sak före och efter förändringen.
2. Men, om det inte är en och samma sak före och efter förändringen, så har inte en sak genomgått någon förändring.[1]

Vissa filosofer menar att objekt inte kan "leva" kvar om deras delar förändras. Denna ståndpunkt kallas mereologisk essentialism.
Frågan uppstår även vilket slags förändring som äger rum när ett objekt förstörs? När en person dör säger man inte att personens liv har förändrats. Man säger heller inte "Johan har inte varit samma slags kille sen han dog”. Man säger istället att Johans liv är över. När en byggnad rivs säger man på liknande sätt inte att byggnaden förändras. Man säger att den förstörs. 

### Theseusskeppet
Problemet med identitet över tid kan illustreras med ersättningsparadoxen om Theseus skepp:
För länge sedan fanns det ett skepp som kallades "Theseus", efter dess berömda förra ägare. Allt eftersom tiden gick började skeppet bli svagt och knarrigt. Gamla brädor avlägsnades, flyttades till en lagerlokal och ersattes med nya. Senare blev även masterna odugliga och var även de tvungna att bytas ut. Efter femtio år av liknande förändringar har skeppets alla delar bytts ut och återvänt till sin gamla hamn. Frågan uppstår då: Är skeppet som nu ligger i hamnen, som vi kan kalla S2, samma skepp som var i hamnen för femtio år sedan, som vi kan kalla S1? Med andra ord, är S2 verkligen "Theseus"?

#### Leibniz lösning
Den tyske filosofen, Gottfried Leibniz, formulerade vad som idag kallas Leibniz lag som har viss relevans när det gäller problemet med Theseus. Leibniz lag gör gällande att:
X är samma ting som Y om, och endast om, X och Y har exakt samma egenskaper och relationer; följaktligen är allting som är sant om X också sant om Y, och vice versa.

#### Den pragmatiska lösningen
En populär lösning av problemet med Theseus skepp är att säga att meningen av ordet "samma" beror på i vilket syfte ordet används.

#### En olöslig fråga?
Ett annat sätt att närma sig frågan om Theseusproblemet är att det är en olöslig fråga eftersom frågan och det som frågan appliceras på inte går ihop.

## Personlig identitet och tid
Problemet med personlig identitet syftar på det som gör någon till just den person som den är och som gör att personen är samma person under olika tidpunkter, trots ytliga förändringar.